# Henicopernis
Henicopernis G. R. Gray, 1859 è un genere di uccelli rapaci della famiglia degli Accipitridi, diffuso nella regione australasiatica.

## Tassonomia
Il genere comprende due sole specie:
- Henicopernis longicauda (Lesson e Garnot, 1828) - pecchiaiolo codalunga;
- Henicopernis infuscatus Gurney, 1882 - pecchiaiolo nero.

H. longicauda è endemico della Nuova Guinea, mentre H. infuscatus è presente unicamente sull'isola della Nuova Britannia.